# Vilallonga del Camp
Vilallonga del Camp (em catalão e oficialmente), Vilallonga del Campo (em castelhano) ou simplesmente Vilallonga é um município da Espanha, na comarca do Tarragonès, província de Tarragona, comunidade autónoma da Catalunha. Tem 9 km² de área e em 2021 tinha 2 385 habitantes (densidade: 265 hab./km²). Limita com os municípios de Alcover, Perafort, El Rourell, El Morell, La Pobla de Mafumet e La Selva del Camp.